# Eóganacht Raithlind
Eóganacht Raithlind o Uí Echach Muman es una dinastía de la casa de Eóganachta que gobernó Munster entre los siglos V y X.  Tomaron el nombre de Raithlinn o Raithleann una ubicación situada en el área de Bandon. Los arqueólogos creen que Garranes Ringfort en la parroquia de Templemartin, cerca de Bandon, Condado de Cork puede haber sido Rath Raithleann, la sede real de la familia. Son descendientes de Mac Cass, el hijo de Conall Corc, el primer Rey de Cashel, a través de Echu, el hijo de Mac Cass.

## Historia
En el siglo VI, los Uí Echach Muman se dividieron dn dos grupos importantes; los Uí Láegaire y los Cenel nÁeda. Los Cenel nÁeda descendían de Áed Ualgarb mac Crimthainn, nieto de Echu y dieron su nombre a la baronía de Kinalea en el sur de Cork. Entre ellos destacaron los Cénel mBéicce, descendientes de Bécc mac Fergusa (m. 661) que dio su nombre tribal a la baronía de Kinelmeaky. Pasarían a ser conocidos posteriormente como los O Mathghamhna u O'Mahony. Máel Muad mac Brain perteneció a esta rama.
Los Cenél Láegaire descendía de Lóegaire mac Crimthainn, nieto de Echu y se expandió hacia el oeste hasta Bantry ya en el siglo VIII. Serían representados posteriormente por los Ua Donnchadha, o O'Donoghues, una familia cuyos jefes se asentarían posteriormente en Kerry. Esta rama está todavía representada entre la nobleza gaélica de Irlanda por los O'Donoghue de los Glens, Príncipes de Glenflesk.
Es raro encontrar a miembros de la rama Raithlinden el trono Munster. Según la tradición Mac Cass murió antes que su padre y Conall Corc impulso a su nieto Echu en el sur, excluyéndole del círculo interior de Eoganachta. Los Raithlind eran semiindependientes en sus territorios de Desmond, aunque pudieron haber sido vasallo de los Eóganacht Locha Léin ocasionalmente a finales de los siglos VI y VII.